# Summoner
Summoner – wyprodukowana przez Volition, Inc. i opublikowana przez THQ komputerowa gra fabularna. Na rynku pojawiła się 25 października 2000 roku.